# 长梗山麦冬
长梗山麦冬（学名：Liriope longipedicellata）为百合科山麦冬属下的一个种。

## 扩展阅读
- 維基物種上的相關：长梗山麦冬